# Зиненко, Александр Борисович
Зиненко Александр Борисович (род. 24 февраля 1979, Кривой Рог, Днепропетровская область) — украинский спортсмен (пулевая стрельба по движущейся мишени). Мастер спорта Украины международного класса (1995), заслуженный мастер спорта Украины (2006).

## Биография
Родился 24 февраля 1979 года в городе Кривой Рог.
В 1987 году начал заниматься пулевой стрельбой.
В 2001 году окончил Днепропетровский государственный институт физической культуры и спорта.
В 2004 году окончил Криворожский институт Межрегиональной академии управления персоналом.

## Спортивная карьера
- Чемпионаты мира:
  - победитель в командном зачёте (Хорватия, 2006);
  - 3-разовый чемпион в командном зачёте (Чехия, 2008);
  - бронзовый призёр в личном зачёте (Чехия, 2008);
  - бронзовый призёр в командном зачёте (Финляндия, 2009).
- Чемпионаты Европы:
  - серебряный призёр в командном зачёте (Швейцария, 2008);
  - бронзовый призёр в личном зачёте (Швейцария, 2008);
  - 2-разовый серебряный призёр в командном зачёте (Чехия, 2009).
- 17-кратный победитель и призёр первенств Европы среди юниоров (1995—1998);
- Многократный чемпион Украины (1995—2005).

Участник Летних Олимпийских игр 2000 в Сиднее.
Выступал за спортивные общества «Украина», «Динамо», дочернее предприятие «Спорт-мастер» (Кривой Рог), Днепропетровскую областную школу высшего спортивного мастерства.
Тренер — Г. Чапала.

## Награды
- Мастер спорта Украины международного класса (1995);
- Заслуженный мастер спорта Украины (2006).